# Giro de Emilia 2019
La 102.ª edición de la clásica ciclista Giro de Emilia fue una carrera en Italia que se celebró el 5 de octubre de 2019 sobre un recorrido de 207,4 kilómetros con inicio en la ciudad de Bolonia y final en el Santuario de Nuestra Señora de San Luca.
La carrera formó parte del UCI Europe Tour 2019, dentro de la categoría 1.HC. El vencedor fue el esloveno Primož Roglič del Jumbo-Visma seguido del canadiense Michael Woods y el colombiano Sergio Higuita, ambos del equipo EF Education First.

## Equipos participantes
Tomaron parte en la carrera 25 equipos: 8 de categoría UCI WorldTeam; 11 de categoría Profesional Continental; y 6 de categoría Continental. Formando así un pelotón de 166 ciclistas de los que acabaron 65. Los equipos participantes fueron:
| WorldTeams (11)- Trek-Segafredo - Team Jumbo-Visma - Mitchelton-Scott - Movistar Team - Astana - Groupama-FDJ - EF Education First - UAE Team Emirates - AG2R La Mondiale - Bahrain-Merida - Ineos Equipos continentales profesionales (8)- Arkéa-Samsic - Neri Sottoli-Selle Italia-KTM - Wanty-Groupe Gobert - Nippo Vini Fantini Faizanè - Gazprom-RusVelo - Androni Giocattoli-Sidermec - Bardiani CSF - Caja Rural-Seguros RGA Equipos continentales (6)- Sangemini-Trevigiani-MG.Kvis - Amore & Vita-Prodir - Petroli Firenze-Maserati-Hopplà - Team Colpack - Giotti Victoria-Palomar - Biesse Carrera Gavardo |
| |

## Clasificación final
- Las clasificaciones finalizaron de la siguiente forma:[4]

| \| Clasificación general \| Clasificación general \| Clasificación general \| Clasificación general \| Clasificación general \| \| Ciclista \| Ciclista \| Equipo \| Tiempo \| \| \| --------------------- \| --------------------- \| --------------------- \| --------------------- \| --------------------- \| \| 1.º \| Primož Roglič \| Team Jumbo-Visma \| 5 h 08 min 08 s \| \| \| 2.º \| Michael Woods \| EF Education First \| + 15 s \| \| \| 3.º \| Sergio Higuita \| EF Education First \| + 15 s \| \| \| 4.º \| Bauke Mollema \| Trek-Segafredo \| + 17 s \| \| \| 5.º \| Alejandro Valverde \| Movistar Team \| + 17 s \| \| \| 6.º \| Diego Ulissi \| UAE Team Emirates \| + 21 s \| \| \| 7.º \| Pierre Latour \| AG2R La Mondiale \| + 24 s \| \| \| 8.º \| Jakob Fuglsang \| Astana \| + 24 s \| \| \| 9.º \| Egan Bernal \| Team Ineos \| + 28 s \| \| \| 10.º \| Gianluca Brambilla \| Trek-Segafredo \| + 32 s \| \| |                    |                    |                 |
| |                    |                    |                 |
| Fuente: ProCyclingStats |                    |                    |                 |
| Clasificación general |                    |                    |                 |
| Ciclista | Ciclista           | Equipo             | Tiempo          |
| 1.º | Primož Roglič      | Team Jumbo-Visma   | 5 h 08 min 08 s |
| 2.º | Michael Woods      | EF Education First | + 15 s          |
| 3.º | Sergio Higuita     | EF Education First | + 15 s          |
| 4.º | Bauke Mollema      | Trek-Segafredo     | + 17 s          |
| 5.º | Alejandro Valverde | Movistar Team      | + 17 s          |
| 6.º | Diego Ulissi       | UAE Team Emirates  | + 21 s          |
| 7.º | Pierre Latour      | AG2R La Mondiale   | + 24 s          |
| 8.º | Jakob Fuglsang     | Astana             | + 24 s          |
| 9.º | Egan Bernal        | Team Ineos         | + 28 s          |
| 10.º | Gianluca Brambilla | Trek-Segafredo     | + 32 s          |

## UCI World Ranking
El Giro de Emilia otorgó puntos para el UCI Europe Tour 2019 y el UCI World Ranking, este último para corredores de los equipos en las categorías UCI WorldTeam, Profesional Continental y Equipos Continentales. Las siguientes tablas son el baremo de puntuación y los 10 corredores que obtuvieron más puntos:
| Posición              | 1.º | 2.º | 3.º | 4.º | 5.º | 6.º | 7.º | 8.º | 9.º | 10.º | 11.º | 12.º | 13.º | 14.º | 15.º | 16.º-30.º | 31.º-40.º |
| Clasificación general | 200 | 150 | 125 | 100 | 85  | 70  | 60  | 50  | 40  | 35   | 30   | 25   | 20   | 15   | 10   | 5         | 3         |

| Clasificación |                    |                    |         |
| Posición      | Ciclista           | Equipo             | General |
| ------------- | ------------------ | ------------------ | ------- |
| 1.º           | Primož Roglič      | Jumbo-Visma        | 200     |
| 2.º           | Michael Woods      | EF Education First | 150     |
| 3.º           | Sergio Higuita     | EF Education First | 125     |
| 4.º           | Bauke Mollema      | Trek-Segafredo     | 100     |
| 5.º           | Alejandro Valverde | Movistar           | 85      |
| 6.º           | Diego Ulissi       | UAE Emirates       | 70      |
| 7.º           | Pierre Latour      | AG2R La Mondiale   | 60      |
| 8.º           | Jakob Fuglsang     | Astana             | 50      |
| 9.º           | Egan Bernal        | INEOS              | 40      |
| 10.º          | Gianluca Brambilla | Trek-Segafredo     | 35      |